# Indosasa hispida
Indosasa hispida är en gräsart som beskrevs av Mcclure. Indosasa hispida ingår i släktet Indosasa och familjen gräs. Inga underarter finns listade i Catalogue of Life.